# Мін-юань-ді
Мін-юань-ді (кит. трад.: 魏明元帝; піньїнь: Mingyuandì, бл. 392  — 23 грудня 423) — 2-й імператор Північної Вей у 409—423 роках. Храмове ім'я Тай-цзун.

## Життєпис

### Молоді роки
Походив з династії Тоба. Старший син імператора Дао У-ді. Його мати була донькою Лю Тоунджуаня, вождя хунну. Народився близько 392 року у столиці Північної Вей в місті Юньчжун (на території сучасної Внутрішньої Монголії, КНР). При народженні отримав ім'я Си. У 398 році разом з імператорською родиною перебрався до нової столиці Пінчен.
У 403 році отримав від батька-імператора титул князя Ці. У 409 році після вбивства Дао У-ді іншим сином Тоба Шао, князем Цінхе, Тоба Си перетягнув на свій бік імператорську охорону. За допомогою останньої він захопив, а потім стратив Тоба Шао. Після цього оголосив себе новим імператором під ім'ям Мін-юань-ді.

### Панування
Із самого початку намагався зміцнити становище своєї династії у північному Китаї. Для цього 409 року створив Дорадчу раду з 8 впливових сановників, куди увійшли представники роду Тоба, вожді племен сяньбі, китайської знаті. 
У 410 році Мін-юань-ді розпочав війну проти Жужанського каганату, для чого відправив ґуна Баба Суна, якого було оточено. Тоді з великим військом імператор особисто рушив на ворога, розбив кагана Шелуня, змусивши того відступати. У 411 році частина жужанів під орудою Юехоу і Додіганя, невдоволені новим каганом Айкугаєм, перейшли на бік Північної Вей.
У 413 році розпочав війну проти держави Ся. Спочатку вейський військовик Тоба Цю, хоу Юаньчен, зазнав поразки. Втручання імператора змусило ворога відступити, але не вдалося остаточно здолати.
414 року Мін-юань-ді відправив посольства до держав Східна Цзінь, Північна Янь та Пізня Цінь з пропозицією укласти мирні угоди. Це вдалося досягти з Цзінь та Пізня Цінь (було домовлено про шлюб з онукою імператора), але Фен Ба, імператор Північної Янь, відмовився від миру з Північною Вей.
Наприкінці того ж року почалася нова війна з жужанами, яких очолив новий каган Датань. Втім Мін-юань-ді на початку 415 року рішуче виступив проти супротивника, змусивши того відступати до монгольських степів. Вейський шанянхеу Сігінь намагався наздогнати кагана, але не зміг, а його вояки обморозили пальці. Разом з тим до кінця правління імператор встановив мир з Жужанським каганатом до кінця свого володарювання.
У 415 році північні провінції охопив голод, що викликало соціальне напруження. В результаті Мін-юань-ді, побоюючись селянських повстань, мав намір перенести столицю до міста Їчен (в сучасній провінції Хебей), але зрештою відмовився. 
У 417 році після розгрому військ Пізньої Цінь військами Східної Цзінь, імператор Північної Вей відправив війська на чолі із Баба Суном, щоб врятувати Пізню Цінь, але Баба Сун зазнав поразки від цзіньських військ на чолі із Дін У. Втім Мін-юань-ді прийняв численних втікачів з Пізньої Цінь. Після відступу військ Східної Цзінь, імператор Північної Вей зумів захопили частину розпалої держави Пізня Цінь. Водночас було укладено новий мирний договір зі Східною Цзінь, за яким Мін-юань-ді поступився містом Хуатай.  
У 418 році розпочато війну проти держави Північна Янь, взявши в облогу столицю останньої — Хелун, але не зумів захопити. У 422 році внаслідок прийому алхімічник «пігулок безсмертя» Мін-юань-ді захворів, напевне отруївся. Того ж року скориставшись смертю імператора Лю Юя, атакував державу Рання Сун, захопивши місто Лоян, Хуатай, Сюйчань та Хулао. Але спроба захопити важливо місто Дунгуан (на території сучасної провінції Шаньдун). За мирною угодою Північна Вей отримала області сучасної провінції Хенань та захід Шаньдуну.
У 423 році після прийняття нової порції «пігулок безсмертя» Мін-юань-ді помер, трон успадкував син Тай У-ді.